# Kafarnaum
Kafarnaum (hebrejski כְּפַר נַחוּם, Kefar Nahum - "selo Nahumovo") u antici, palestinsko trgovište na sjevernoj obali Galilejskog jezera i središte rimske vlasti u Galileji. Arheolozi su otkopali ostatke sinagoge blizu mjesta gdje se u to doba vjerojatno nalazio grad.
Nalazi se 2,5 km istočno od mjesta Tabgha i 15 km sjeveroistočno od Tiberijade na putu Via Maris.
Kafarnaum se spominje u Novom zavjetu kao mjesto propovijedanja Isusa Krista u sinagogama i izlječenja brojnih ljudi. Središnje je mjesto Isusova javnoga djelovanja u Galileji.

## Vanjske poveznice

### Sestrinski projekti
|  | Zajednički poslužitelj ima stranicu o temi Kafarnaum    |
|  | Zajednički poslužitelj ima još gradiva o temi Kafarnaum |

- Službena stranica
- Projekt Kafarnaum